# قنفذ البحر
قُنْفُذُ البَحْرِ أو السَّفُّورُ أو السَّفُورُ أو قنفذيات البحر أو القنفذيات البحرية ينتمي إلى فصيلة قنافذ البحر وهو حيوان متوسط الحجم شائك شبه كروي مفلطح من الأسفل، والمنطقة المحيطة بالفم والأخرى المحيطة بالشرج رخويتان خاليتان من القشور والأشواك يكسو جسمه عدد كبير من الأشواك وهي نوعين طويلة مثبته فوق بروزات وردية، وقصيرة فوق بروزات دقيقة، ويوجد بين هذه الأشواك ذنيبات متحركة طولها مثل طول الأشواك، ويوجد حول فم القنفذ عشرة ذنيبات طويلة وظيفتها توصيل الطعام إلى الفم، والفم فيه مجموعة من الأسنان تأخذ ترتيبًا قميًا معينًا يسمى مصباح أو سطو، يقطن قنفذ البحر في جميع البحار والمحيطات على أعماق متوسطة. يبلغ قطر صدفته الشائكة الكروية من حوالي 3 إلى 10 سنتيمتر ويتراوح لونها من الأسود إلى الرمادي والأخضر أو الأرجواني. يتحرك قنفذ البحر ببطء متغذيا على الأشنيات ويكون هو طعاما لكل من كلب البحر والأنقليس وغيرها من السوابح المفترسة. كما أن الإنسان يصطاد قنفذ البحر ويقدم بطارخه كمقبلات.